# ПЗЛ-104 Вилга
ПЗЛ-104 Вилга је пољски вишенаменски једмомоторни авион са СТОЛ карактеристикама а примењује се у пољопривреди, санитету, као путнички, тренажни и авион за вучу једрилица.

## Пројектовање и развој

### Технички опис
Труп - "Вилга" је висококрилни СТОЛ моноплан, конвенционалног распореда са потпуно алуминијумском конструкцијом. Главна кабина израђена је од дуралумин-а, спајана закивцима од валовитог лима који му повећава чврстоћу и издржљивост, полу-монокок трупа мале масе. Четвороседа кабина опремљена је са двоја велика бочна врата, која се отварају према горе како би се олакшало манипулисање велики теретом (брзи утовар - истовар) као и искање падобранаца. Авион има два резервоара за гориво од 195 литара.
Погонска група - се састоји од  руског мотора  Ивченко Ал-14РА и двокраког композитни дрвени пропелер који је  ојачан лепљеним металним ивицама. Руски мотор се окреће у супротном смеру од северноамеричких стандарда. Најновији модели „Вилге“ користе пуне металне пропелере и северноамеричке моторе Континентал О-470 са стандардном ротацијом.
Крило - Правоугаоно крило опремљено је предкрилом, крилцима и закрилцима.
Стајни трап - Главни точкови су зглобно причвршћени на фиксне ноге а задњи точак са опружном амортизацијом и куком за вучу једрилице.

### Варијанте
- Вилга 2 - Прва производна варијанта са мотором ВН-6 (мале серије око 10, претворене у „Вилга Ц“ и „Вилга 3“).
- Вилга 3А - авиони намењени Аеро-клубовима.
- Вилга 3С - Авион хитне помоћи (санитет).
- Вилга Ц (2Ц) - „Вилга 2“ са Континентал О-470 мотором за Индонезију. 16 авиона направљено у Пољској, неки од њих састављени у Индонезији.
- Вилга 3 - Измењена серијска варијанта са АИ-14 радијалним мотором, 13 уграђених (укључујући 2 конвертована „Вилга 2с“).
- Вилга 32 - „Вилга 3“ са Континентал О-470 мотором за Индонезију. 6 авиона изграђено у Пољској, 18 у Индонезији под именом "Гелатик". Неки су опремљени као пољопривредни авиони.
- Вилга 35 - Основна варијанта са АИ-14 мотором.
- Вилга 35А - Масовна основна варијанта за спортско ваздухопловство, са куком за вучу једрилица, произведена од 1968. године.
- Вилга 35Х : Извозна варијанта хидроплана саграђена у сарадњи са Канадом, полетела 30. октобра 1979.
- Вилга 35П - Војна веза или путничка варијанта (без вучне куке), полетео 1968. године.
- Вилга 35Р - Пољопривредни авион из 1978. године, са 300 литара хемикалија.
- Вилга 35С - Ваздушна амбуланта 1968, 1 нарављена.
- Вилга 40 - Варијанта из 1969. године, направљено само 2 прототипа.
- Вилга 80 - „Вилга 35“ модификована у складу са ФАР прописима за америчко тржиште, 1979. године, покретана мотором ПЗЛ АИ-14РА, серијска производња.
- Вилга 80/1400 (80Х) - Извозна варијанта хидроавиона из 1982. године саграђена у сарадњи са Канадом, а погоњена је мотором ПЗЛ АИ-14РД (206 kW / 280 KS).
- Вилга 80/550 Мелек - „ Вилга 80“ опремљен Континентал мотором у САД, 1992 (прототип).
- Вилга 88 - Развој "Вилге" током 1980-их, који је довео до ПЗЛ-105 "Пламено".
- ПЗЛ-104М Вилга 2000 - Варијанта са Лајкоминг мотором, модификованим крилима и побољшаном аеродинамиком, произведеним од 1998.
- ПЗЛ-104МВ Вилга 2000 - Варијанта хидроплана Вилга 2000, полетела 19. септембра 1999.
- ПЗЛ-104МФ Вилга 2000 - Патролна верзија „Вилга 2000“ за пољску граничну стражу.
- ПЗЛ-104МН Вилга 2000 - Новија верзија од 2001.
- ПЗЛ-104МА Вилга 2000 - Последња варијанта „Вилга 2000“ направљена 2005. године, са побољшаном аеродинамиком и крилима, покретан Лајкоминг И0-540 мотором од 300 КС. Нема више у производњи.
- Гелатик - Верзија заснована на лиценци произведена у Индонезији.

## Оперативно коришћење
"Вилга" се користи у цивилном ваздухопловству за панорамско летење, извиђањее, вучу једрилица, обуку падобранаца, обуку пилота и тренажно летење. У Пољској је чинио окосницу пољског Аеро Клуба где су основни авиони који се користе у обуци летења. Пољски пилоти који су летели „Вилгу“ освојили су бројне награде на ФАИ светском првенству у летећем и прецизном летењу од 1978. до 2006. У војној служби се користе као платформе за везу, санитет и непосредно извиђање.

### Авион ПЗЛ-104 Вилга у Југославији
У ЈРЦВ је у периоду од 1979. до 1985. уписано 17 авиона овог типа од тога девет је било 104-35А а осам 104-80.